# シェションク3世
シェションク3世（Sheshonk IIIまたはShoshenq III、在位：紀元前837 - 798年頃）は古代エジプト第22王朝の第5代ファラオ。即位名は「力強きラーの出現にしてラーに選ばれし者」を意味するウセルマアトラー・セテプエンラー。

## 概要
古い研究ではタケロト2世の後継者と考えられていた。しかし、タケロト2世に関連する事物が主にテーベを中心とする上エジプト地域に集中しているのに対し、シェションク3世のものは全てタニスを中心とする 下エジプト地域で確認されていることから、現在では2人の王が共にオソルコン2世の後継者で、同時期に二つの地域を統治していたとする見解が主流となっている。

## 治世
先代のオソルコン2世との間に血縁関係は無かったと見られ、出自についても全く分かっていない。オソルコン2世が崩御した時、直系の男子にはアメンの大司祭である孫のタケロトがいた。大司祭は上エジプトにおける王の名代であり、実質的な支配者だった。それだけ強固な権力基盤を持ち、それなりに高い支持を得ていただろうタケロトを差し置いて、何故シェションク3世が王位を継承できたのか、その政治的背景は謎となっている。
しかし、タケロトがその王権を承認しなかったのは確実で、祖父の崩御する直前或いは直後の数年以内にタケロト2世としてテーベで即位し、第23王朝を樹立した。上エジプトにおける第22王朝関連の記録はこの時代で途切れており、以降、タニスの王たちの権威がエジプト全土に及ぶことはなくなった。
シェションク3世の権威は下エジプトでは概ね承認され、デルタの諸侯の盟主として統治を行った。その一方でライバルのタケロト2世は上エジプトの統治に苦慮した。
シェションク3世の治世10年目頃、上エジプトで別の王族のペディバステト1世がファラオを称し、タケロト2世に対抗した。両王はそれぞれの親族や支持者を、大司祭をはじめとする要職に据え、テーベの支配権を巡って争った。紛争は数十年に渡って続き、両王の死後も継続された。
シェションク3世がこの紛争に関与したかは明確でない。しかし、いくつかの史料からタニスの王室がペディバステトの派閥を支援し、タケロト2世の一族の支配に揺さぶりをかけようとした可能性が指摘されている。
シェションク3世は約40年間の治世の後に没した。この時期から上エジプトでも諸侯が離反するようになり、第22王朝の支配が及ぶ範囲は徐々に縮小していく。時代が下るごとにファラオを称する諸侯が相次ぎ、エジプトの混迷はさらに深まっていくことになる。